# Cerceis acuticaudata
Cerceis acuticaudata är en kräftdjursart som först beskrevs av William Aitcheson Haswell 1882.  Cerceis acuticaudata ingår i släktet Cerceis och familjen klotkräftor. Inga underarter finns listade i Catalogue of Life.